# Fiat Fiorino
Der Fiat Fiorino ist ein Kleintransporter des italienischen Fahrzeugherstellers Fiat. In den ersten beiden Generationen wurde er als Kastenwagen und Pritschenwagen produziert. Die dritte Generation wurde zwischen 2008 und 2024 als Kleintransporter/Hochdachkombi bei dem Automobilhersteller Tofaş in Bursa (Türkei) gefertigt und wurde 2009 zum Van of the Year gewählt. Als baugleiche Modelle wurden dort bis Ende 2014 auch der Peugeot Bipper und der Citroën Nemo von PSA Peugeot Citroën produziert. In Brasilien wird seit 2013 mit dem Fiat Fiorino Furgao ein weiteres Fiorino-Modell als Kastenwagen gefertigt.

## Typ 127/147 (1977–1987)
Die erste Generation des Fiorino, die von Oktober 1977 bis Dezember 1987 gebaut wurde, basierte auf dem Fiat 147, der brasilianischen Version des Fiat 127, mit einem hinten aufgesetzten Kasten. Hergestellt wurde der Fiorino im brasilianischen Werk in Betim. Er hatte einen 0,9-Liter-Motor, der 45 PS (33 kW) leistete und den Wagen auf 125 km/h beschleunigen konnte. Die Nutzlast betrug ca. 360 kg.
Im Januar 1980 gab es einige Modifikationen. Der Motor bekam einen Liter Hubraum und 50 PS (37 kW), die Stoßfänger waren nun in Kunststoff gehalten.
Nach einem weiteren parallel zum 127 durchgeführten Facelift im Frühjahr 1982 kam eine 45 PS (33 kW) starke Dieselvariante hinzu.
Die Karosseriewerke Weinsberg boten auch eine Camping-Version des Fiorino an.

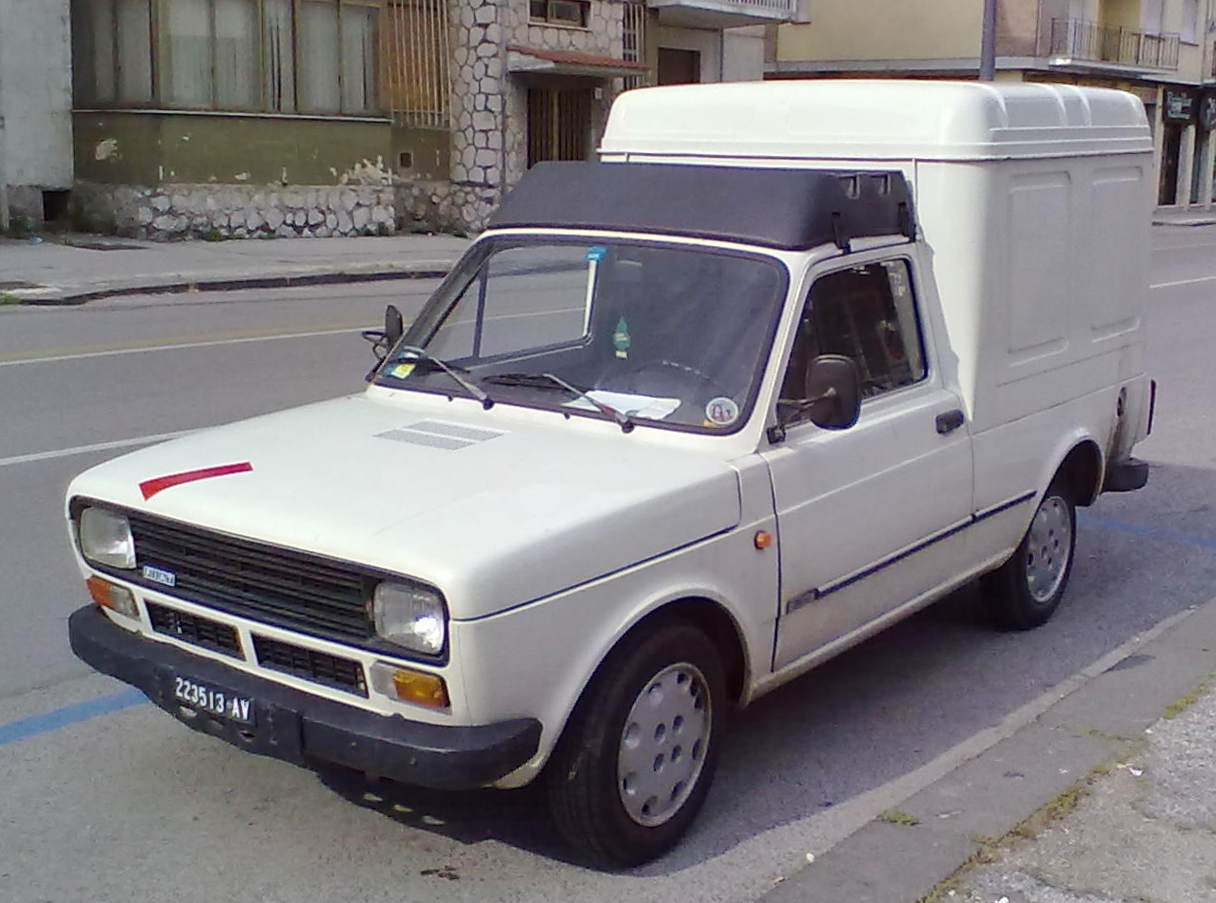
Fiat Fiorino (1980–1982)
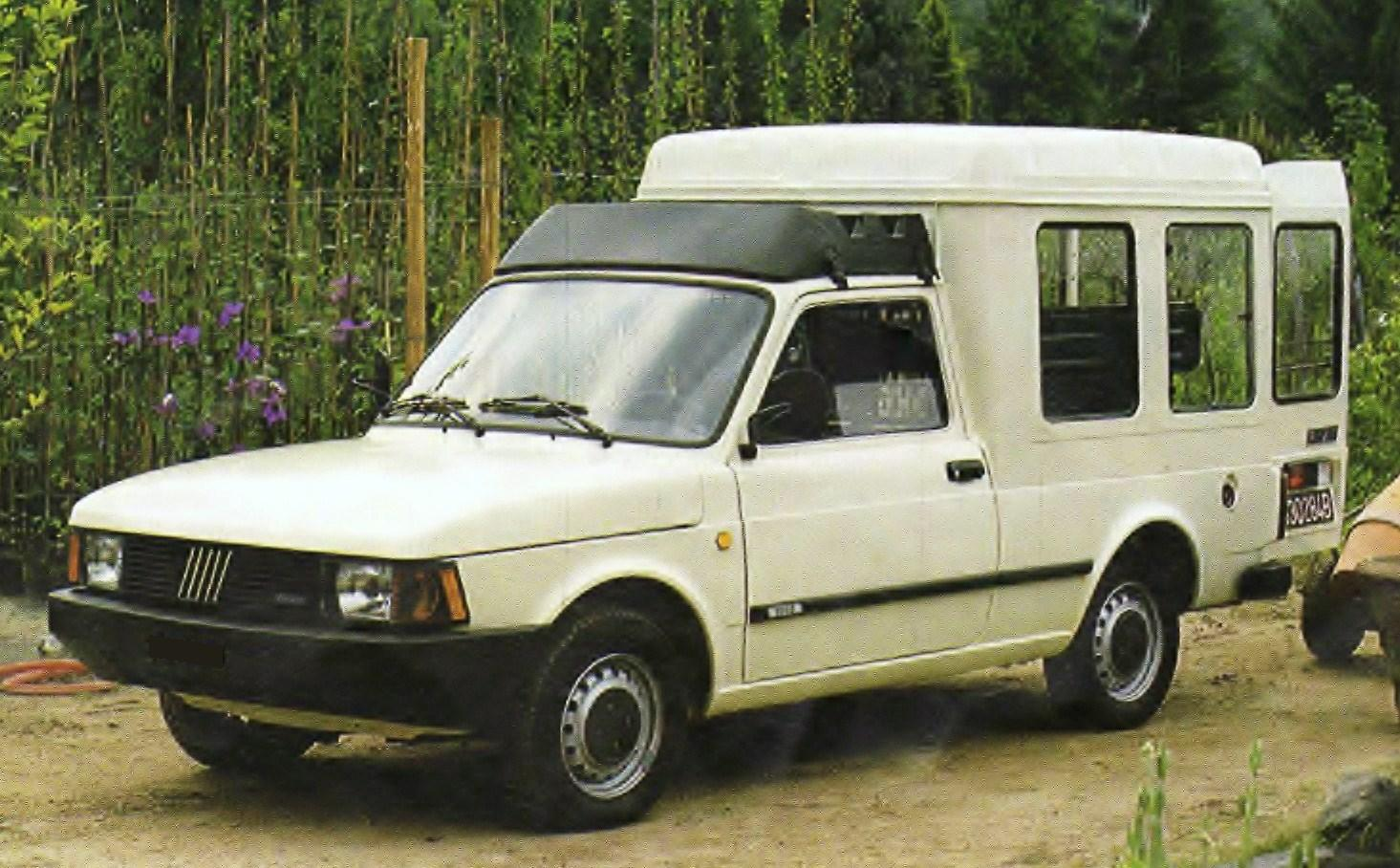
Fiat Fiorino (1982–1988)

## Typ 146 (1988–2013)
Die zweite Generation entstand auf Plattform des brasilianischen Fiat Uno, es gab aber drei technisch stark voneinander abweichende Unterserien:
Die Frontpartie der von Anfang 1988 bis Frühjahr 1992 produzierten Ausführung war bis zur B-Säule vom Uno übernommen, ebenso die Innenausstattung. Die Technik hatte sich dagegen seit dem ersten Fiorino kaum geändert. Grundlage war der brasilianische Uno mit der Hinterachse des Fiat 127, erkennbar an der höheren Motorhaube mit dem Reserverad darunter. Nach wie vor waren hier ganze Baugruppen wie Fahrwerk und Antriebsteile direkt vom Vorgänger übernommen worden. So entsprachen die Federbeindome, die Federbeine, die Vorderachse sowie die aus einer querliegenden Zweiblattfeder, trapezförmigen Querlenkern und Dämpferbeinen bestehende Hinterachse denen des Modells 147.

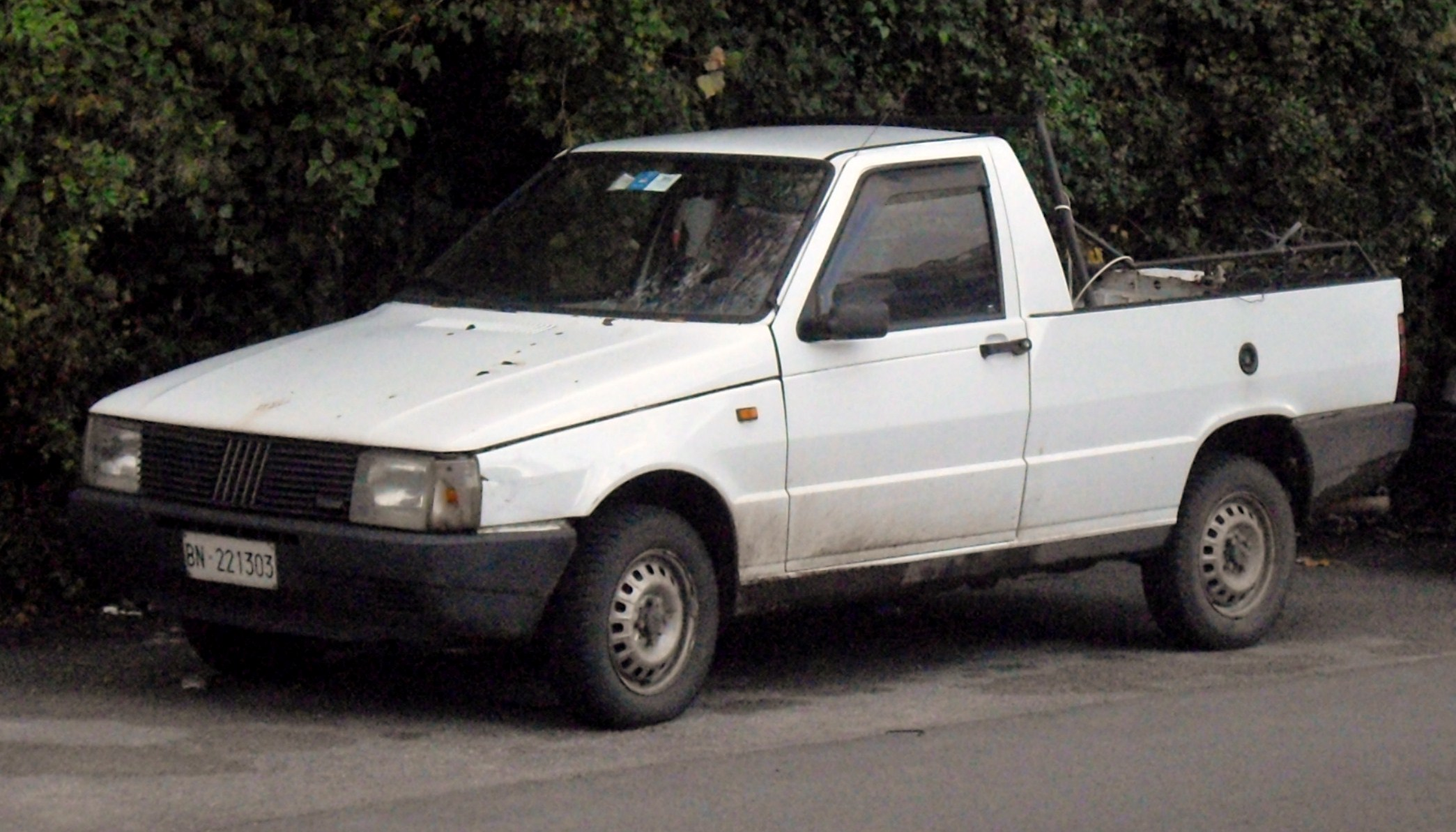
Fiat Fiorino Pick-up (1988–1992)
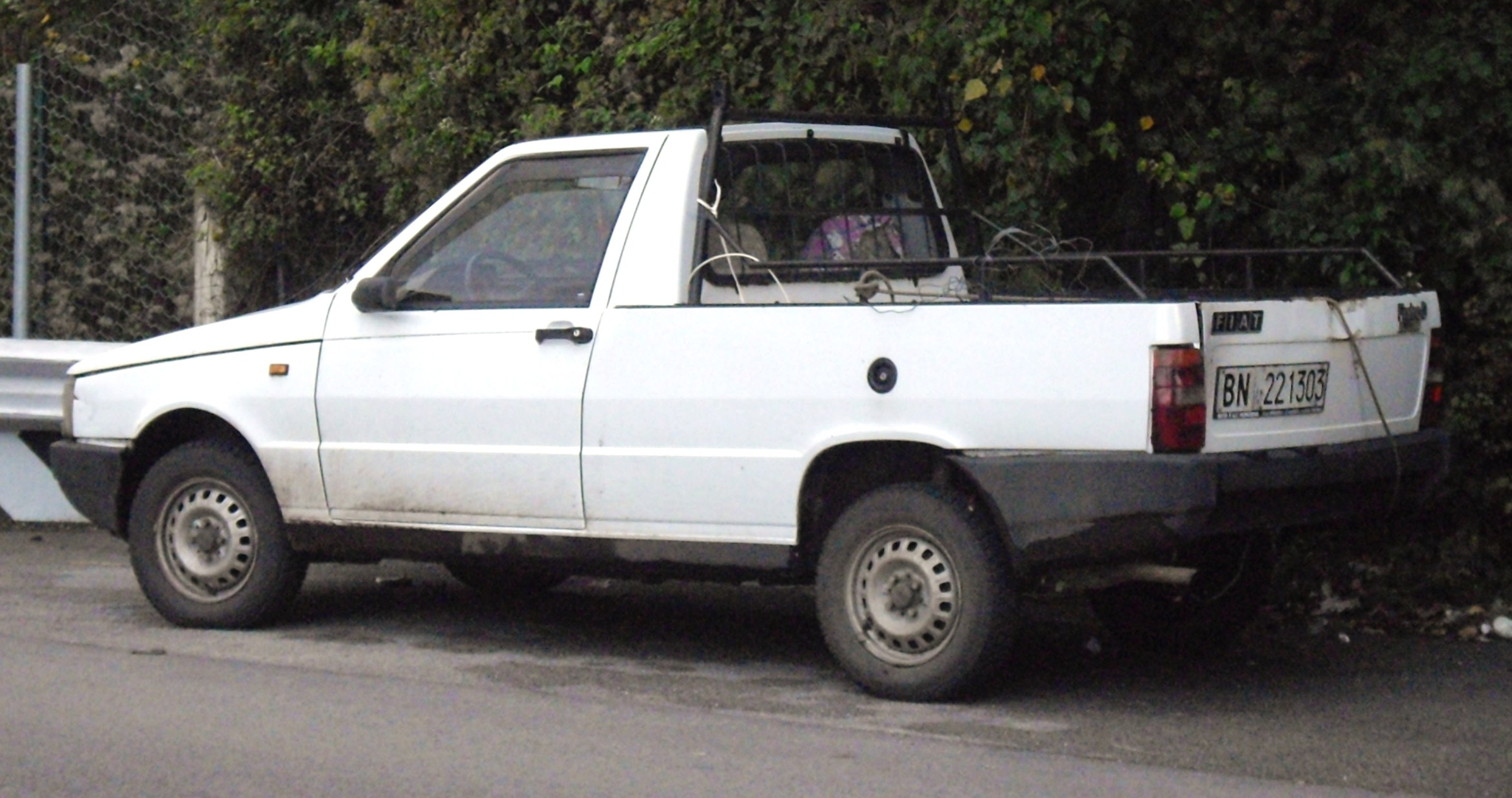
Heckansicht

Für die von Frühjahr 1992 bis Ende 1993 gebaute zweite Serie wurde die alte Technik noch übernommen. An der Karosserie gab es ein Facelift, das stilistisch an den Uno II angelehnt war. Scheinwerfer, Kotflügel, Motorhaube und Grill waren jedoch in Europa nur am Fiorino zu finden und sind nicht mit dem europäischen Uno baugleich. Diese Teile stammten vom Uno CS, der in dieser Form nur in Brasilien gebaut wurde. Der Innenraum behielt das Aussehen des Uno I bei.

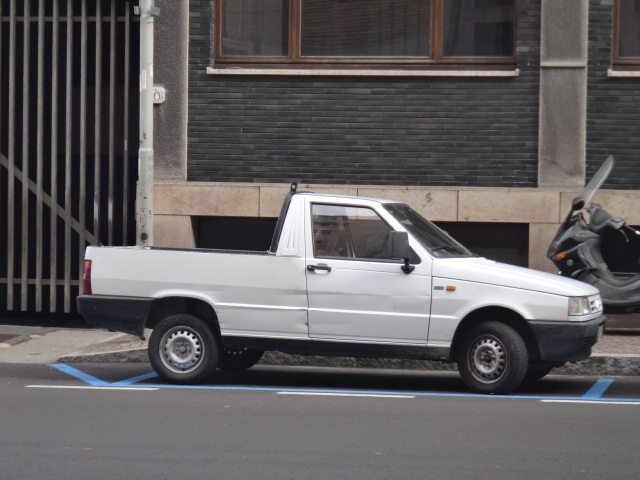
Fiat Fiorino Pick-up (1992–1993)
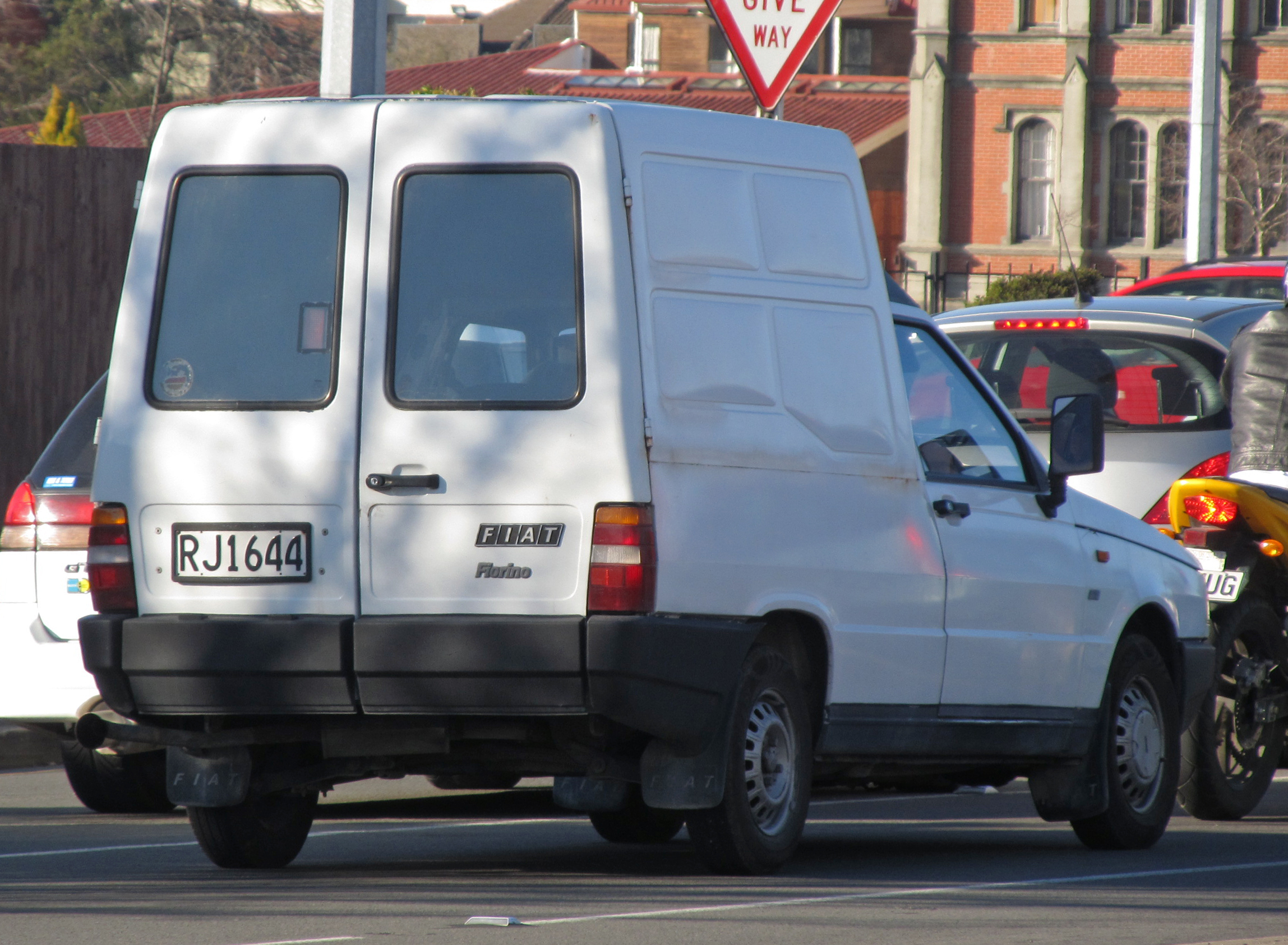
Heckansicht des Kastenwagens

Die dritte Serie (Anfang 1994 bis 2013) brach nun sowohl mit der Technik des Typs 147 als auch mit dem Aussehen des Uno I. Der Radstand und die Fahrzeuglänge wuchsen etwas, das Fahrwerk und die Achsgeometrie waren nun vorn wie beim Uno ausgeführt, und die Hinterachse war jetzt starr und an zwei längs liegenden Blattfederpaketen aufgehängt, was zur Verbesserung des Fahrverhaltens beitrug. Die äußere Form blieb fast unverändert gegenüber der zweiten Unterserie; diese jüngeren Modelle sind oft an der Dacherhöhung und am leicht geänderten Kastenaufbau zu erkennen. Die verglasten bzw. gesickten Teile der Seitenwand wurden nur noch mit zwei Flächen je Seite statt vier gestaltet. Späte Modelle der dritten Unterserie bekamen einen anderen Kühlergrill mit nur einer Querspeiche. Im Innenraum hielt bei der dritten Unterserie auch die Uno II-Ausstattung Einzug.
Als Aufbauvarianten gab es einen geschlossenen Kasten, verglaste Kastenaufbauten und einen Pickup. Letzterer ist relativ selten und gesucht. Auch wurden auf Basis des Fiorino Wohnmobile angeboten.
Die Motorenpalette enthielt außer einem 1,7-l-Diesel verschiedene Ottomotoren von 1,1 bis zu 1,6 l Hubraum. Da der Fiorino in erster Linie ein Handwerkerfahrzeug war, wurde vorzugsweise der Dieselmotor bestellt, der in den letzten Modellen noch in einer 46 kW (63 PS) starken Turbo-Version angeboten wurde.
Im Dezember 2000 wurde der Verkauf der Fiorino-Baureihe in Europa eingestellt. Als Nachfolger wurden hier der Fiat Strada (auf Basis von Punto oder Palio) als auch der Fiat Doblò eingeführt.

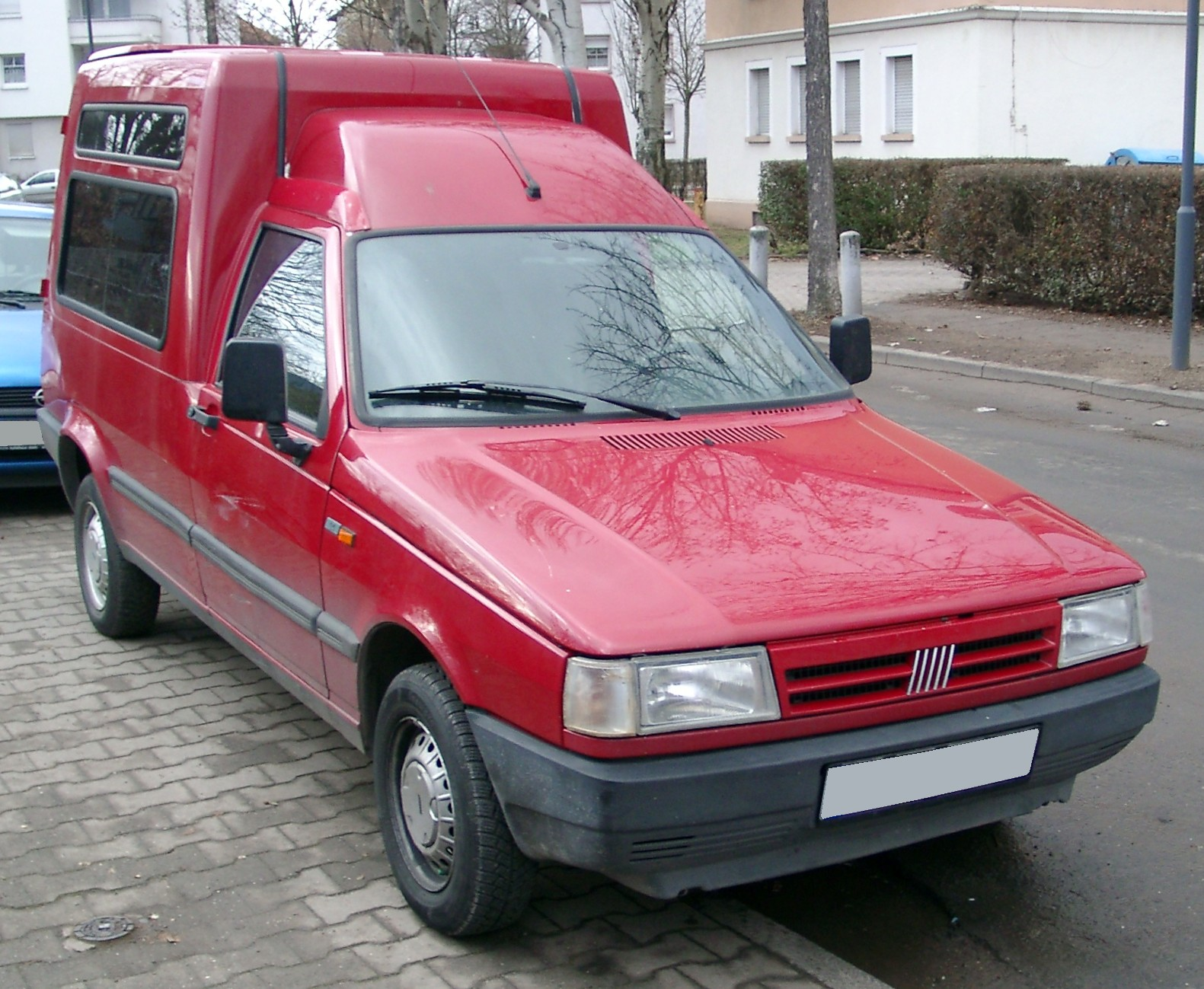
Fiat Fiorino Panorama (1994–1997)
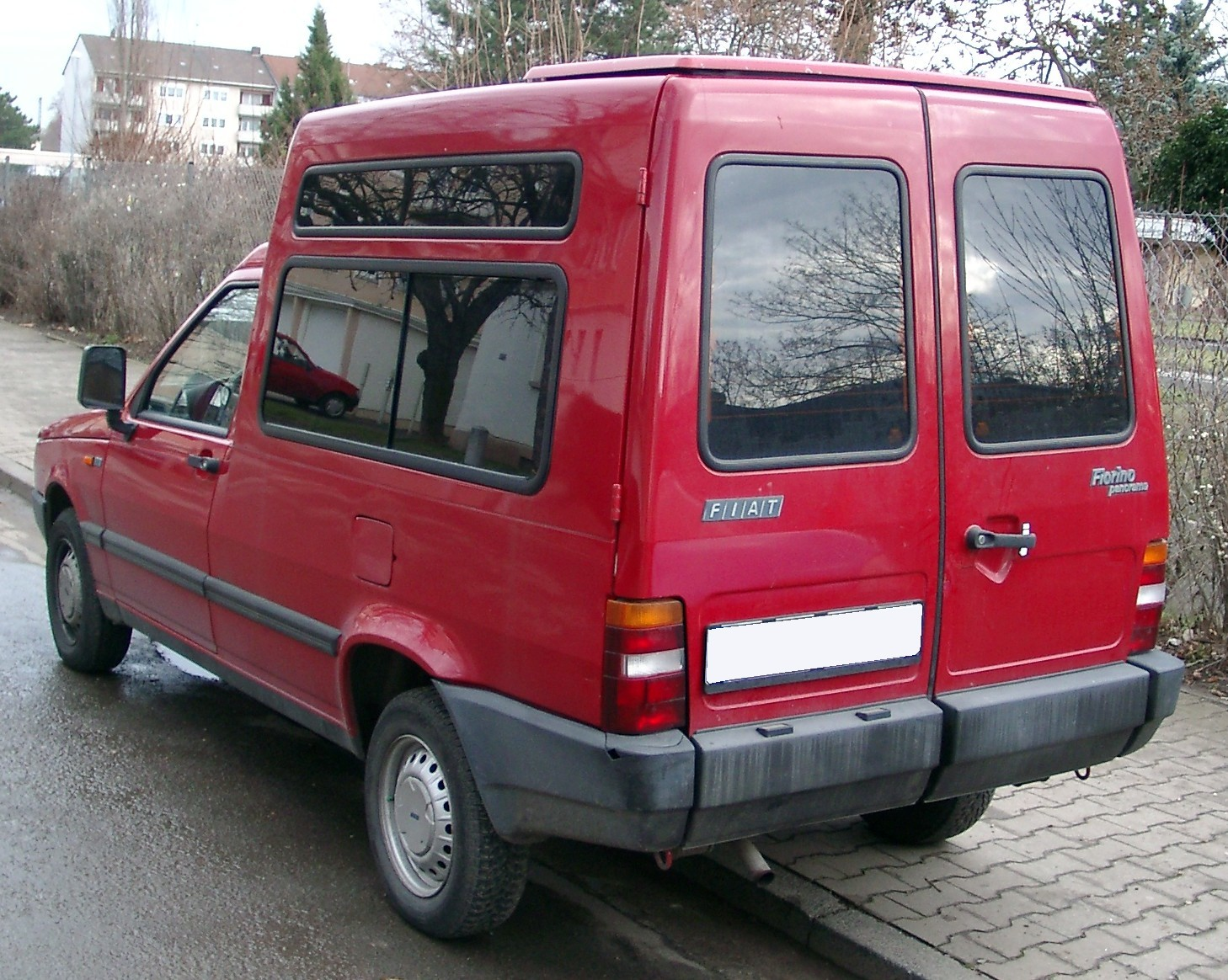
Heckansicht
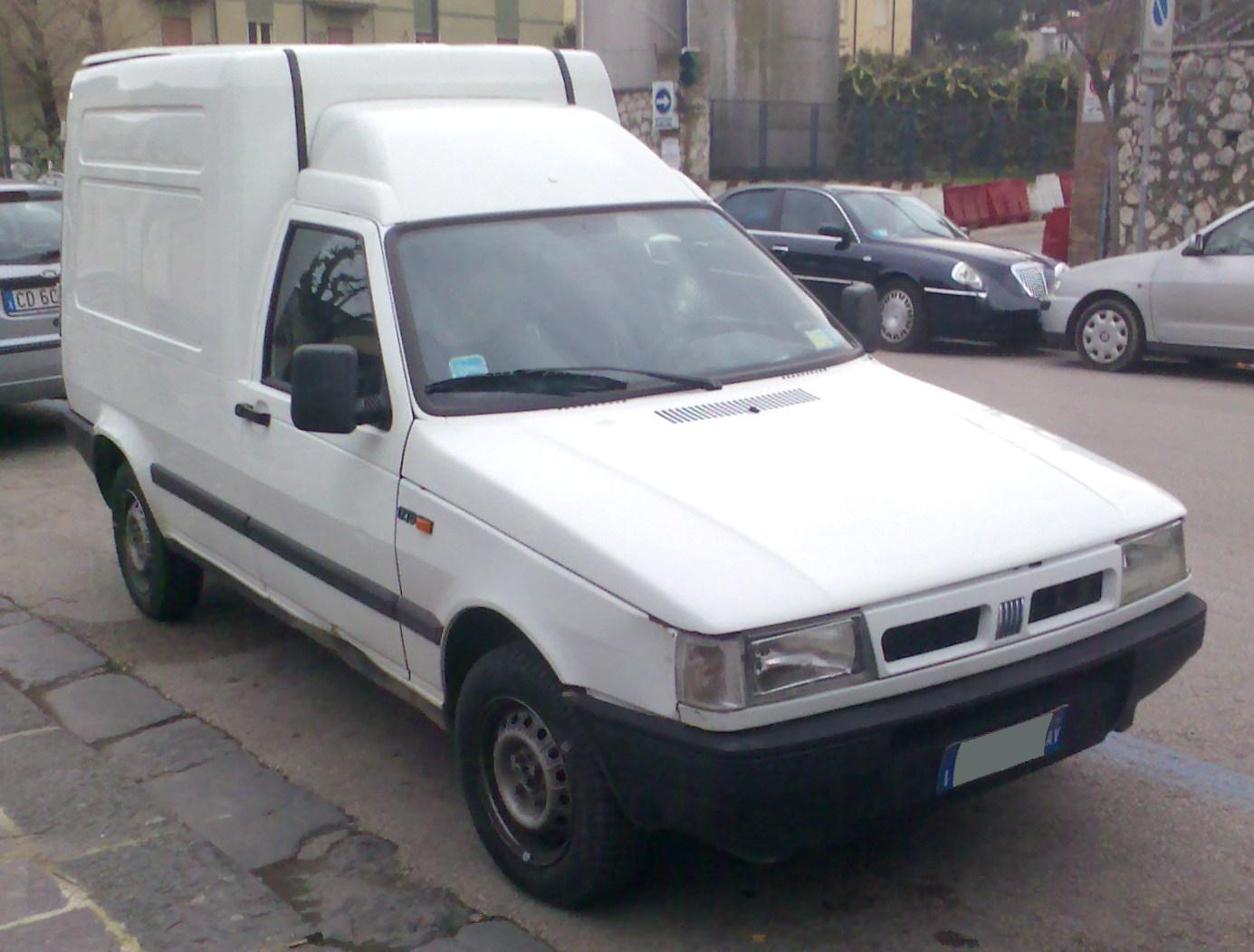
Fiat Fiorino (1997–2001)

In Brasilien wurde der Fiorino mit Modifikationen noch bis 2013 für Südamerika produziert und dann durch den Fiat Fiorino Furgao auf Basis des Fiat Novo Uno ersetzt.

## Typ 225 (2008–2024)
Ab Februar 2008 bot Fiat als Fiorino den von Tofaş gefertigten Hochdachkombi an, der bis 2016 baugleich auch als Peugeot Bipper und Citroën Nemo erhältlich war.
Der unterhalb des Fiat Doblò eingestufte Fiorino war das kleinste Fiat-Nutzfahrzeug und in drei Varianten erhältlich: Als Kastenwagen (keine Seiten-Fenster ab B-Säule), Kombi (ein Seitenfenster hinter der B-Säule) und als Pkw (zwei Seitenfenster hinter der B-Säule). Die Pkw-Version heißt Fiat Qubo. In Chile ist diese Generation als Ram V700 City in der Modellpalette erhältlich, das Fiat-Modell ist dort nicht vertreten.
Den Kastenwagen und den Kombi gab es in den Ausstattungen Basis und SX. Den ab Oktober 2008 erhältlichen Pkw (Fiat Qubo) gab es in den Ausstattungsvarianten Active, Dynamic und Trekking.
Alle Kastenwagen- und Kombivarianten konnten gegen Aufpreis im Offroad-Look „Adventure“ geordert werden. Standard bei allen Versionen ist: ABS mit elektronischer Bremskraftverteilung (EBD), Fahrerairbag, Servolenkung, automatische Leuchtweitenregulierung, Seitenleisten, integrierte Radkappen, Radiovorbereitung (Verkabelung, Lautsprecher, Antenne) sowie mit Teppichboden ausgelegter Laderaum. Zusätzlich bietet die Version SX elektrisch verstellbare und beheizbare Außenspiegel, zweite seitliche Schiebetüre, separat abschließbaren Laderaum, ferngesteuerte Zentralverriegelung und automatische Türverriegelung während der Fahrt (ab 5 km/h), Ablagefach in der Tür, elektrische Fensterheber, Fahrersitz mit Armlehne, höhenverstellbaren Sitz mit Lordosenstütze, qualitativ hochwertige Polster, höhenverstellbares Lenkrad, Außentemperatursensor und abnehmbare Laderauminnenbeleuchtung. Zur Sonderausstattung und Zubehör gehören: Beifahrerairbag und Seitenairbags, Parksensoren, Autoradio mit MP3-Player, Bluetooth®-System mit Sprachsteuerung, Sitzheizung für Fahrersitz, Dachreling, drehbares Schutzgitter und viele weitere Optionen.

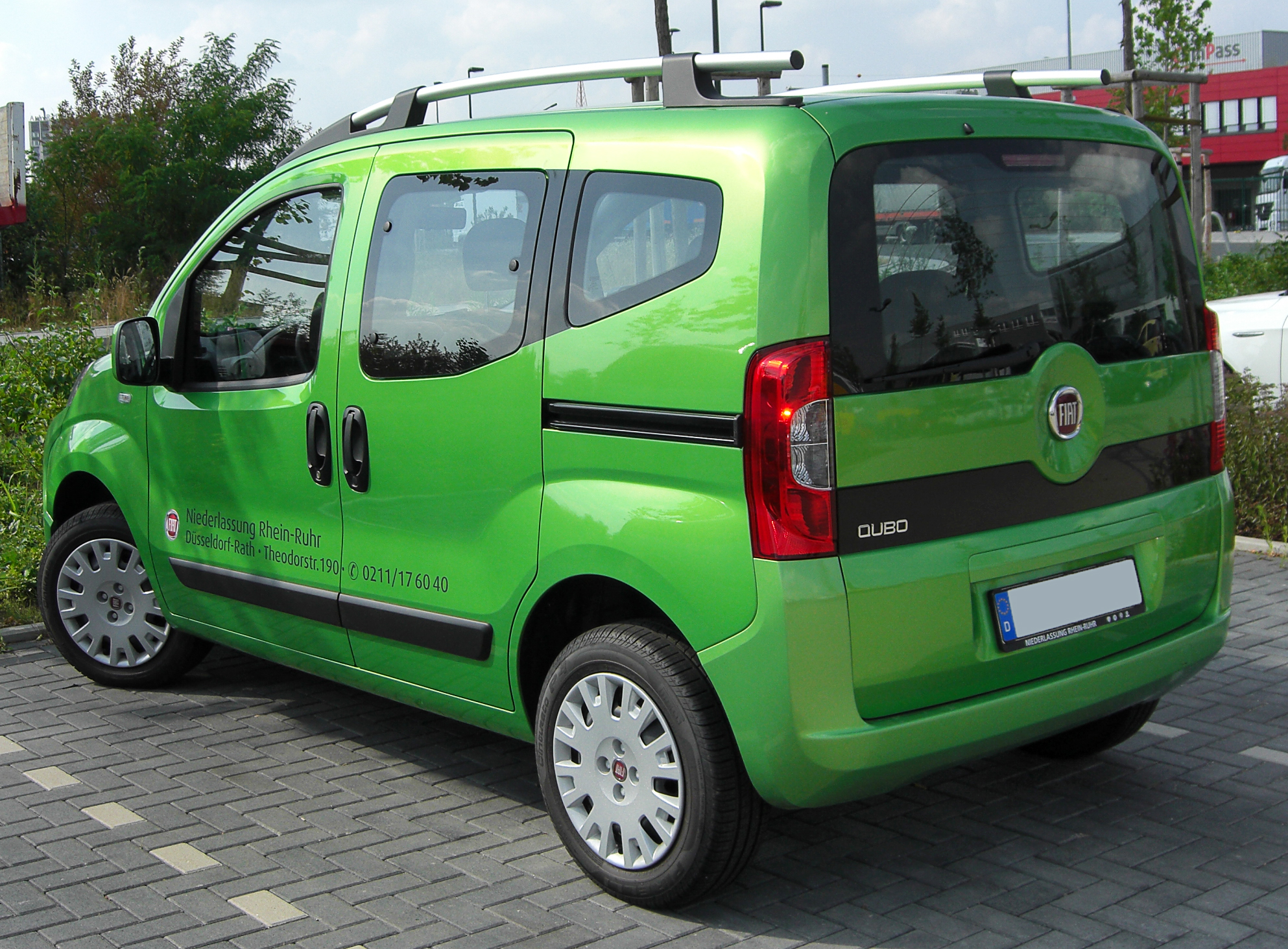
Heckansicht des Fiat Qubo (2008–2016)

Ende 2009 erschien eine Erdgas-Version (CNG) des Qubo mit dem aus Fiat Panda Classic und Punto Evo bereits bekannten 1,4-Liter-Motor und 13 kg fassenden Erdgas-Tank.

### Modellpflege 2016

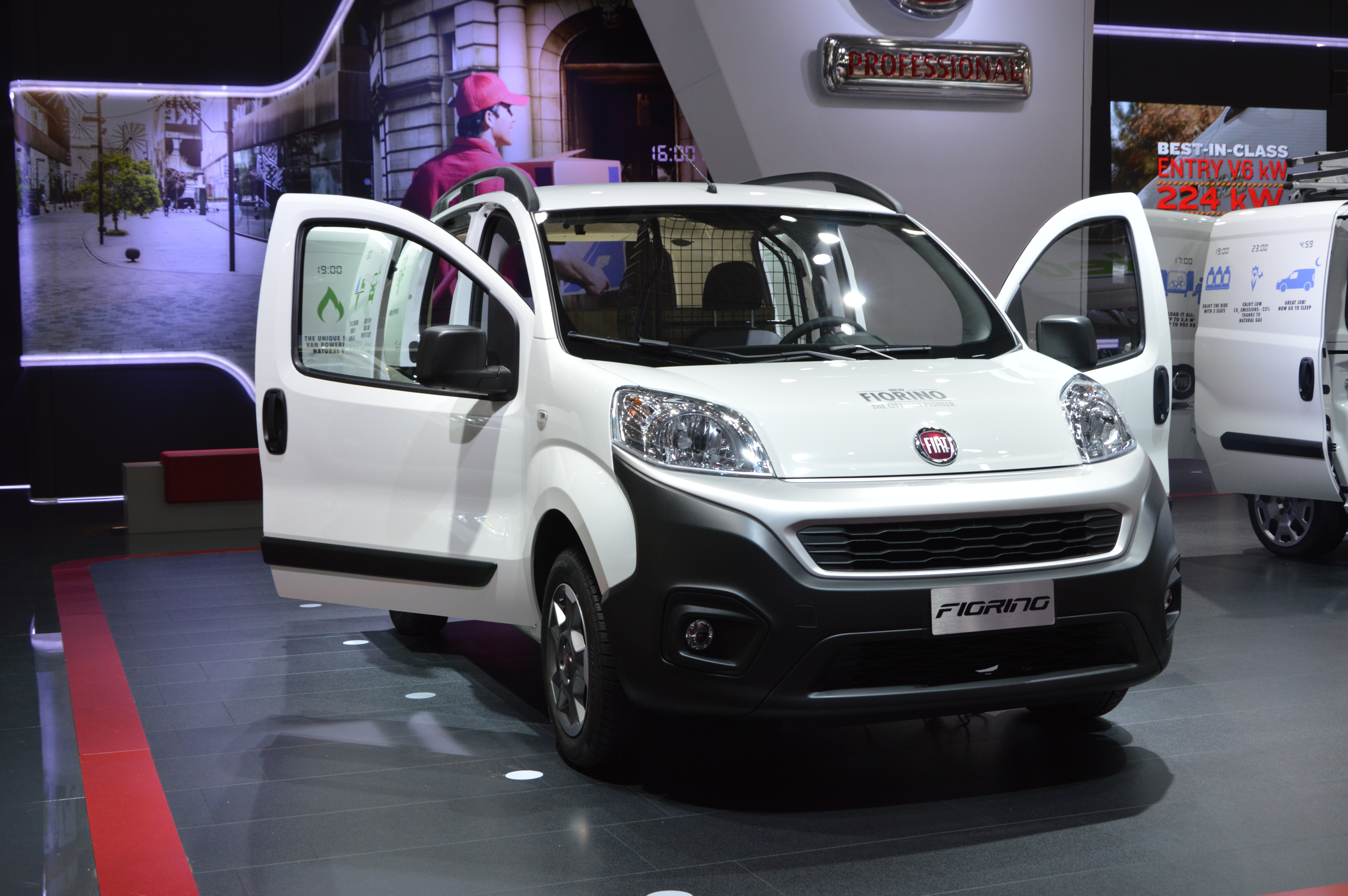
Fiat Fiorino nach Modellpflege 2016

Im April 2016 führte Fiat Professional ein Facelifting für die Fiorino-Serie durch; dies betraf vor allem die völlig neugestaltete, vordere Stoßstange. Im Inneren wurde ein neues Lenkrad verbaut sowie ein Infotainmentsystem mit einem 5-Zoll-Touchscreen, welcher Autoradio, Satellitennavigation, Bluetooth, USB und AUX integriert. Die gesamte Motorenpalette wurde auf Euro 6 zugelassen.

### Motoren
1.4 8V (Ottomotor):
- Hubraum 1368 cm³
- 57 kW (77 PS) bei 5200 min−1
- 118 Nm bei 2600 min−1
- Höchstgeschwindigkeit 155 km/h
- Beschleunigung 0–100 14,7 s

1.4 8V Natural Power (Ottomotor mit zusätzlicher Erdgas-Versorgung):
- Hubraum 1368 cm³
- 51 kW (70 PS) bei 6000 min−1 (Erdgas), 57 kW bei 6000 min−1 (Benzin)
- 104 Nm bei 3000 min−1 (Erdgas), 115 Nm bei 3000 min−1 (Benzin)
- Höchstgeschwindigkeit 149 km/h (Erdgas), 155–157 km/h (Benzin)
- Beschleunigung 0–100 17,5 s

1.3 Multijet 16V (Dieselmotor):
- Hubraum 1248 cm³
- 59 kW (80 PS) bei 3700 min−1
- 190 Nm bei 1750 min−1
- Höchstgeschwindigkeit 161 km/h
- Beschleunigung 0–100 13,9 s

1.3 Multijet 16V (Dieselmotor):
- Hubraum 1248 cm³
- 70 kW (95 PS) bei 3750 min−1
- 200 Nm bei 1750 min−1
- Höchstgeschwindigkeit 167 km/h
- Beschleunigung 0–100 11,9 s

### Laderaum
Der Laderaum hat eine Länge von 1,52 m (2,49 m bei umgelegtem Beifahrersitz) und eine Breite von 1,47 m. Der Abstand zwischen den Radkästen beträgt 1,04 m. Der Laderaum hat eine Höhe von 1,18 m und ein Ladevolumen von 2,5 m³. Bei umgelegtem Beifahrersitz lässt sich dieser auf maximal 2,8 m³ vergrößern. Die Hecktür des Fiat Fiorino hat zwei asymmetrische (im Verhältnis 40/60) verblechte Türflügel, die sich bis zu 90° bzw. 180° öffnen lassen und so das Be- und Entladen erleichtern. Die hintere Öffnung hat eine Breite von bis zu 1,14 m und eine Höhe von bis zu 1,06 m. Darüber hinaus hat der Fiat Fiorino eine 527 mm hohe Ladekante.

### Sicherheit
Zur Standardausstattung gehören: ABS mit elektronischer Bremskraftverteilung (EBD), hydraulische Servolenkung, Scheibenbremsen vorn, 3-Punkt-Sicherheitsgurt mit Gurtstraffer und Kraftbegrenzer, Fahrerairbag sowie das Dead-Lock-System: ein Diebstahlschutz, der alle Türen verriegelt, so dass sie weder von innen noch von außen geöffnet werden können. Beifahrerairbag, Seitenairbags und Parksensoren runden das Sicherheitspaket des Fiat Fiorino ab.
Erhöhte Sicherheit beim Be- und Entladen bietet die separate Verriegelung der Vorder- und Hintertüren. Dadurch kann die Fahrerkabine abgeschlossen werden, wenn nur der Laderaum zugänglich sein soll.
Anders als Peugeot Bipper und Citroën Nemo ist der Qubo in der Ausstattungsvariante „Trekking“ serienmäßig mit Electronic Stability Control mit Bremsassistent, Antriebsschlupfregelung, Motor-Schleppmoment-Regelung und einer Berganfahrhilfe ausgestattet.

### Zulassungszahlen
Zwischen Januar 2008 und Dezember 2020 sind in der Bundesrepublik Deutschland insgesamt 12.892 Fiat Fiorino als Pkw neu zugelassen worden. Mit 2899 Einheiten war 2009 das erfolgreichste Verkaufsjahr.
|  |

|  |

|  |

|  |

|  |

|  |

|  |

|  |

|  |

|  |

|  |

|  |

|  |

|  |

|  |

|  |

|  |

|  |

|  |

|  |

|  |

|  |

|  |

|  |

|  |

|  |

|  |

|  |

|  |

|  |

|  |

|  |

|  |

|  |

|  |

|  |

|  |

|  |

|  |

|  |

|  |

|  |

|  |

|  |

|  |

|  |

|  |

|  |

|  |

|  |

|  |

|  |

|  |

|  |

|  |

|  |

|  |

|  |

|  |

|  |

|  |

|  |

|  |

|  |

|  |

|  |

|  |

|  |

|  |

|  |

|  |

|  |

|  |

|  |

|  |

|  |

|  |

|  |

|  |

|  |

|  |

|  |

|  |

|  |

|  |

|  |

|  |

|  |

|  |

|  |

|  |

|  |

|  |

|  |

|  |

|  |

|  |

|  |

|  |

|  |

|  |

|  |

|  |

|  |

|  |

|  |

|  |

|  |

|  |

|  |

|  |

|  |

|  |

|  |

|  |

|  |

|  |

|  |

|  |

|  |

|  |

|  |

|  |

|  |

|  |

|  |

|  |

|  |

|  |

|  |

|  |

|  |

|  |

|  |

|  |

|  |

|  |

|  |

|  |

|  |

|  |

|  |

|  |

|  |

|  |

|  |

|  |

|  |

|  |

|  |

|  |

|  |

|  |

|  |

|  |

|  |

|  |

|  |

|  |

|  |

|  |

|  |

|  |

|  |

|  |

|  |

|  |

|  |

|  |

|  |

|  |

|  |

|  |

|  |

|  |

|  |

|  |

|  |

|  |

|  |

|  |

|  |

|  |

|  |

|  |

|  |

|  |

|  |

|  |

|  |

|  |

|  |

|  |

|  |

|  |

|  |

|  |

|  |

|  |

|  |

|  |

|  |

|  |

|  |

|  |

|  |

|  |

|  |

|  |

|  |

|  |

|  |

|  |

|  |

|  |

|  |

|  |

|  |

|  |

|  |

|  |

|  |

|  |

|  |

|  |

|  |

|  |

|  |

|  |

|  |

|  |

|  |

|  |

|  |

|  |

|  |

|  |

|  |

|  |

|  |

|  |

|  |

|  |

|  |

|  |

|  |

|  |

|  |

|  |

|  |

|  |

|  |

|  |

|  |

|  |

|  |

|  |

|  |

|  |

|  |

|  |

|  |

|  |

|  |

|  |

|  |

|  |

|  |

|  |

|  |

|  |

|  |

|  |

|  |

|  |

|  |

|  |

|  |

|  |

|  |

|  |

|  |

|  |

|  |

|  |

|  |

|  |

|  |

|  |

|  |

|  |

|  |

|  |

|  |

|  |

|  |

|  |

|  |

|  |

|  |

|  |

|  |

|  |

|  |

|  |

|  |

|  |

|  |

|  |

|  |

|  |

|  |

|  |

|  |

|  |

|  |

|  |

|  |

|  |

|  |

|  |

|  |

|  |

|  |

|  |

|  |

|  |

|  |

|  |

|  |

|  |

|  |

|  |

|  |

|  |

|  |

|  |

|  |

|  |

|  |

|  |

|  |

|  |

|  |

|  |

|  |

|  |

|  |

|  |

|  |

|  |

|  |

|  |

|  |

|  |

|  |

|  |

|  |

|  |

|  |

|  |

|  |

|  |

|  |

|  |

|  |

|  |

|  |

|  |

|  |

|  |

|  |

|  |

|  |

|  |

|  |

|  |

|  |

|  |

|  |

|  |

|  |

|  |

|  |

|  |

|  |

|  |

|  |

|  |

|  |

|  |

|  |

|  |

|  |

|  |

|  |

|  |

|  |

|  |

|  |

|  |

|  |

|  |

|  |

|  |

|  |

|  |

|  |

|  |

|  |

|  |

|  |

|  |

|  |

|  |

|  |

|  | Benziner (6.589) |

|  | Benziner (6.589) |

|  | Diesel (6.303) |

|  | Diesel (6.303) |

## Typ 327
Seit 2013 ist in Brasilien ein neues Modell auf Basis des Fiat Typ 327 erhältlich.